# Congo River
«Congo River» — споруджений у 2011 році землесосний самовідвізний снаряд (trailing suction hopper dredger, TSHD).

## Характеристики
Судно спорудила на замовлення відомої бельгійської компанії DEME нідерландська верф IHC Merwede Shipyard у Кіндердейку.
Земснаряд здатний виконувати роботи на глибинах до 56 метрів, а для відвезення вибраного ґрунту використовується трюм об'ємом 30190 м3. Вибірка ґрунту відбувається за допомогою двох труб діаметром по 1,3 метра, вивантаження — через одну трубу діаметром 1 метр. Насосна система земснаряду включає два насоси HRMD 262-56-130 потужністю по 8 МВт.
Пересування до місця виконання робіт здійснюється зі швидкістю до 16,6 вузла.
Загальна потужність силової установки судна становить 25,445 МВт, в тому числі наявні два головних двигуни компанії Wärtsilä потужністю 23,2 МВт.
На борту забезпечується проживання 30 осіб, а команда судна становить 25 осіб.

## Завдання судна
Одразу після спорудження земснаряд почав роботу на Темзі в інтересах проекту London Gateway — великого напівавтоматизованого контейнерного терміналу. В тому 2011-му році він прибув у Гвінейську затоку до узбережжя Нігерії. Тут на південно-західному узбережжі острова Вікторія, котрий відділяє від океану лагуну Лагос,  реалізовувався проект Eko Atlantic — спорудження нового району найбільшого міста країни Лагосу, призначеного для проживання 250 тисяч мешканців. Судно повинне було провести намив піску для створення 10 км2 придатної до забудови території.

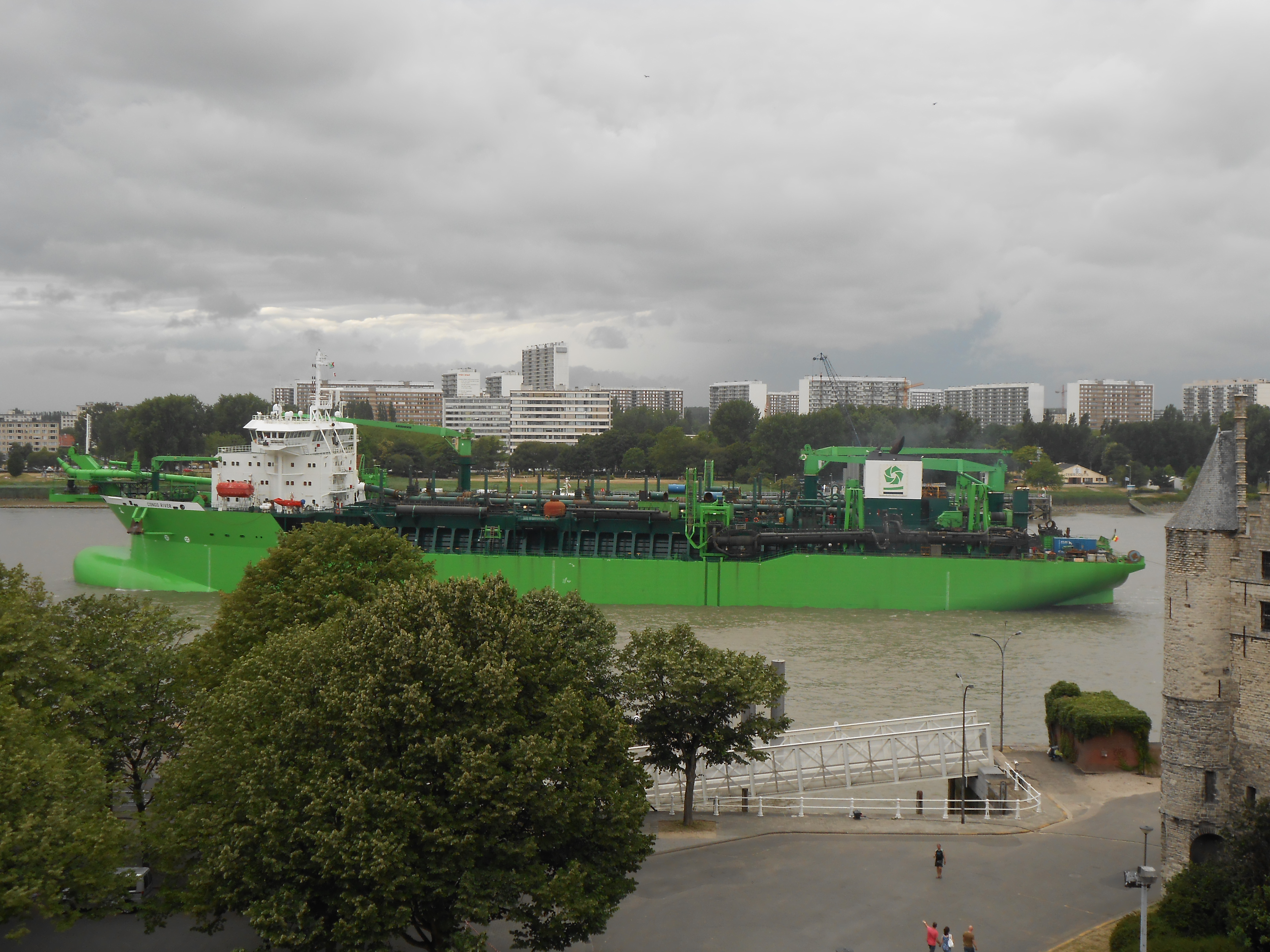
Congo River в порту Антверпена у липні 2015

У другій половині 2014-го «Congo River» взяв участь в експедиції DEME до арктичного узбережжя Росії. Тут планувались масштабні поглиблювальні роботи для створення порту Сабетта (Обська губа Карського моря), через який мала вивозитись продукція заводу зі зрідження природного газу Ямал ЗПГ. Працювати у цій належній до Північного Льодовитого океану акваторії можливо було лише в короткий проміжок з серпня по жовтень, тому DEME спрямувала сюди цілий караван із дев’ятнадцяти суден, серед яких були сім земснарядів (окрім «Congo River» також «D'Artagnan», «Breughel», «Nile River», «Lange Wapper», «Uilenspiegel» та «Mellina»);
В липні 2015-го "Congo River" зайшов до порту Антверпена на своєму шляху із Туреччини до Росії , що було пов'язане із другим раундом робіт в порту Сабетта.
У січні 2016-го DEME уклала угоду з Адміністрацією Суецького каналу на створення каналу довжиною 9,5 км, шириною 250 метрів та глибиною 18,5 метрів, котрий би забезпечив доступ до східної частини акваторії Порт-Саїда. Завдяки цьому траєкторії суден, що слідуватимуть до та з цього порту, не перетинатимуться з курсами тих, які використовують Суецький канал. Для робіт за проектом, завершеним в березні того ж року, окрім Congo River залучили інший землесосний снаряд Nile River.
Так само 2016-го Congo River задіяли у ще двох проектах на середземноморському узбережжі Єгипту. За першим він провів поглиблення навігаційного каналу та басейну розвороту у тій частині Александрійського порту, яка використовується військово-морськими силами країни. А в кінці року земснаряд законтрактували для виїмки з морського дна 4 млн м3 породи, потрібної для намиву території в межах проекту розширення бази ВМС Рас-аль-Тін (все та ж Александрія). Завершення цього проекту припадало вже на 2017 рік.
З травня по липень 2017-го Congo River працював у Гвінейській затоці біля узбережжя Гани. Тут потрібно було вилучити та відсипати 3 млн м3 ґрунту в межах проекту, котрий би дозволив порту Тема приймати найбільші контейнеровози.
А в серпні — вересні того ж року земснаряд задіяли на Мальдівських островах (Індійський океан). Спершу він виконував намив землі на чотирьох островах атоллу Північний Мале за проектом Rah Falhu Huraa (спорудження п'ятизіркового готелю). А перед відбуттям з Мальдівів Congo River  провів роботи на острові Hulhumalé (південна частина все того ж атоллу), необхідні для розширення дороги, прокладеної навколо місцевого аеропорту.
Іншим завданням для земснаряду в Індійському океані була робота біля південно-східного узбережжя Індії (Коромандельський берег), де в 2017-му DEME завершила третю та розпочала роботи над четвертою фазою розширення порту Камараджар (розташований дещо північніше від Ченнаї), який виконує перевалку вугілля, залізної руди, контейнерів та інших вантажів.
З листопада 2017-го по лютий 2018-го Congo River разом із земснарядом Antigoon провели сервісні  роботи у причальній акваторії та басейні розвороту 4-го контейнерного терміналу порту Мумбаї (західне узбережжя Індії).
У квітні-червні 2018-го земснаряд залучили біля узбережжя індійського штату Одіша, де розпочали створенням порту Гопалпур. Congo River провів першу фазу робіт, довівши глибини до 13 метрів, після чого на другій фазі мають залучити фрезерний земснаряд Ambiorix (у підсумку порт буде мати глибини у 18,5 метра).
В кінці того ж року Congo River на короткий час повернувся до Індії, де в порту Какінада (східне узбережжя країни, штат Андхра-Прадеш) знадобилось провести термінові сервісні роботи.
З січня 2019-го земснаряд почав роботи по створенню на узбережжі центрального В'єтнаму порту Hoa Phat Quang Ngai, який має перевалювати 4 млн тонн на рік в межах обслуговування нового інтегрованого сталеплавильного комплексу. Окрім Congo River для вибірки 6 млн м3 ґрунту залучили інший землесосний снаряд Brabo (а по скельних породах працюватиме згаданий вище Ambiorix).
Влітку 2019-го Congo River зайшов на Філіппіни для проведення двомісячної кампанії в Південній гавані Маніли.
У 2020-му земснаряд узяв участь у масштабній кампанії в Обській губі, яка проходила в другій половині літа — першій половині осені в межах проекту заводу зі зрідження газу Арктик ЗПГ 2. 
Відомо, що 2021-му «Congo River» залучали до робіт за масштабним проектом розвитку єгипетського порту Абу-Кір (для виконання цього завдання DEME також використовувала землесосні снаряди «Nile River», «Reynaert», «Artevelde», «Brabo», «Breydel», «Breughel», «Bonny River», «Uilenspiegel» та фрезерні земснаряди «D'Artagnan», «Ambiorix» та «Spartacus»). 